# Giovanni Gallo
Giovanni Gallo (Turim, 27 de abril de 1927 — Belém, 7 de março de 2003) foi um padre católico italiano, naturalizado brasileiro.
Era sacerdote da Companhia de Jesus e atuou na Amazônia brasileira desde 1970 até a sua morte, em 2003. Em 1972 fundou o Museu do Marajó Pe. Giovanni Gallo em Cachoeira do Arari, no Pará, onde reuniu frutos de suas pesquisas como arqueólogo, museólogo e fotógrafo, acerca da cultura, do povo e da cerâmica marajoara.

## Obras
- 1997 - Marajó, a ditadura da água [5]
- 1996 - Motivos ornamentais da cerâmica marajoara

- 1996 - O homem que implodiu